# Steve Smith (altista 1973)
James Stephenson Smith, detto Steve (Liverpool, 29 marzo 1973), è un ex altista britannico, medaglia di bronzo olimpica e mondiale (sia outdoor che indoor), nonché vicecampione europeo.

## Biografia
In carriera è stato anche medaglia d'oro ai Campionati del mondo juniores di atletica leggera 1992 con il record mondiale di categoria (2,37 m).

## Palmarès
| Anno                                  | Manifestazione          | Sede      | Evento        | Risultato | Prestazione | Note                                                  |
| ------------------------------------- | ----------------------- | --------- | ------------- | --------- | ----------- | ----------------------------------------------------- |
| In rappresentanza della Gran Bretagna |                         |           |               |           |             |                                                       |
| 1991                                  | Europei juniores        | Salonicco | Salto in alto | Oro       | 2,29 m      |                                                       |
| 1992                                  | Mondiali juniores       | Seul      | Salto in alto | Oro       | 2,37 m      | Record dei campionati · Miglior prestazione personale |
| 1993                                  | Mondiali indoor         | Stoccarda | Salto in alto | Bronzo    | 2,37 m      | Miglior prestazione personale                         |
| 1993                                  | Mondiali                | Stoccarda | Salto in alto | Bronzo    | 2,37 m      |                                                       |
| 1994                                  | Europei                 | Helsinki  | Salto in alto | Argento   | 2,33 m      |                                                       |
| 1995                                  | Mondiali                | Göteborg  | Salto in alto | 4º        | 2,35 m      |                                                       |
| 1996                                  | Giochi olimpici         | Atlanta   | Salto in alto | Bronzo    | 2,35 m      |                                                       |
| 1997                                  | Mondiali indoor         | Parigi    | Salto in alto | 6º        | 2,25 m      |                                                       |
| In rappresentanza dell' Inghilterra   |                         |           |               |           |             |                                                       |
| 1994                                  | Giochi del Commonwealth | Victoria  | Salto in alto | Argento   | 2,32 m      |                                                       |

## Altre competizioni internazionali
1997
- Coppa Europa di atletica leggera ( Monaco di Baviera)